# Quarto!
Quarto! ist ein von Strategie geprägtes Brettspiel für zwei Spieler.

## Geschichte
Erdacht wurde es vom Schweizer Mathematiker Blaise Muller (* 28. August 1948 in Peseux, Schweiz). 1985 erhielt Müller für Quarto! den Preis Concours International de Créateurs de Jeux de Société. Das Spiel erschien 1991 bei GiGamic, 1994 bei F.X. Schmid und The Great American Trading Company, 1998 bei Pressman Toy Corporation und 2006 im Windows Live Messenger.

## Regeln
Auf ein 4×4-Spielfeld werden 16 Steine abgesetzt, die sich in vier Eigenschaften unterscheiden:
1. groß oder klein;
2. hell oder dunkel;
3. eckig oder rund;
4. mit oder ohne Loch.

Diese Eigenschaften sind so verteilt, dass es keine zwei gleichen Steine gibt. Abwechselnd wählen die Spieler einen Stein aus, den der Gegner auf dem Brett platziert. Gewonnen hat, wer vier Steine mit mindestens einer übereinstimmenden Eigenschaft in einer horizontalen, vertikalen oder diagonalen Reihe verbindet.

### Varianten
- Die Spielidee lässt sich auch mit den Karten des Spiels Set umsetzen, wenn bei diesem die Karten mit einer Ausprägung von jeder Eigenschaft aussortiert werden.
- Im Windows Live Messenger von Microsoft war das Spiel außerdem unter der Kategorie Spiele in einem Unterhaltungsfenster spielbar.

## Weblinks

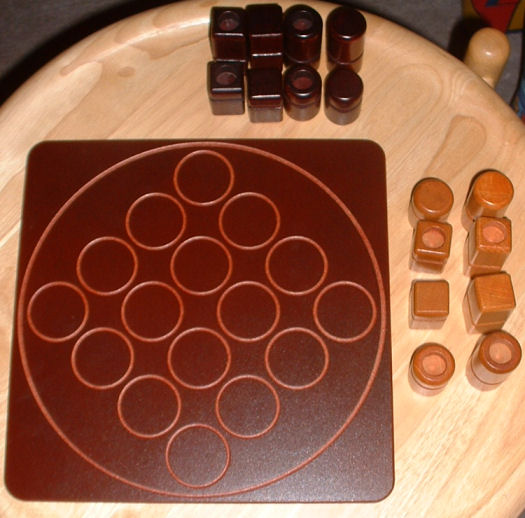
Quarto!